# Northern Ireland Railways
La Northern Ireland Railways (NIR o NI Railways), Iarnród Tuaisceart Éireann in lingua irlandese, è l'operatore ferroviario dell'Irlanda del Nord, sussidiaria della Translink. Per un breve periodo di tempo fu nota anche come Ulster Transport Railways (UTR), non fa parte della National Rail.

## Rete ferroviaria
La società esercisce le seguenti linee ferroviarie:
- Belfast–Newry;
- Belfast–Bangor;
- Belfast–Derry;
- Belfast–Larne;
- Coleraine–Portrush;
- Lisburn-Antrim.

Svolge i servizi ferroviari locali sulle seguenti direttrici:
- Portadown–Belfast Great Victoria Street–Bangor;
- Belfast Great Victoria Street–Larne;
- Belfast Great Victoria Street–Londonderry;
- Coleraine–Portrush.

In collaborazione con le Iarnród Éireann, espleta il servizio Intercity Belfast Central-Dublino Connolly.